# Le Miracle de Théophile
Le Miracle de Théophile est une pièce de théâtre de genre "miracle" écrite au XIIIe siècle par Rutebeuf, inspiré du recueil narratif des Miracles de Notre Dame, du clerc Gautier de Coincy et de la légende de Théophile.

## Présentation
Les Miracles de Théophile sont tirés de la vie de la Vierge, et de la vie de saint Théophile d'Adana. Théophile, un prêtre d'Asie Mineure, est dépouillé de ses biens par un évêque. Il vend alors son âme au diable pour récupérer ses biens. Sept ans plus tard, éprouvant des remords, il prie la Sainte Vierge de récupérer le pacte maudit qu'il avait signé. Elle y parviendra.
Il s'agirait de la source d'inspiration de la légende de Faust[réf. souhaitée].
La pièce appartient à la catégorie des drames religieux, et plus particulièrement au genre des Miracles, dont elle est un des plus anciens exemples.
Joués du XIIIe siècle au XIVe siècle, les Miracles sont des sortes de mélodrame où l'on voit un personnage commettre un délit ou un crime, puis se repentir sincèrement auprès de la Vierge Marie et être sauvé de la damnation. Les héros des miracles sont aussi bien des parjures, des voleurs, des malfaiteurs, que des assassins ...
La guerre de Cent Ans (1337-1453) a profondément marqué les esprits par les horreurs vécues par la population, d'où les atrocités fréquentes dans ce genre littéraire, dont les thématiques morbides sont souvent plébiscitées par le public.
« Tirés de causes célèbres, de drames légendaires quelque peu historiques, des épopées du passé, on peut dire que les Miracles contiennent en germe les théâtres élisabéthains et jacobéens : histories, tragédies à la Macbeth… »
Les Miracles se jouaient en plein air, généralement sur le parvis d'une église, devant un large public, lors de cérémonies religieuses.
Prière de Théophile à la vierge :
Ma sainte reine belle,

Glorieuse pucelle,

Dame de grâce pleine,

Qui le bien nous révèle,

En besoin qui t'appelle.

Délivre est de peine;

Qui son cœur vous amène,

Au perdurable règne

Il aura joie nouvelle;

Jaillissante fontaine

Et délectable et saine,

À ton fils me rappelle.

## Reprise auXXesiècle
Le Miracle de Théophile a été traduit en russe (ДЕЙСТВО О ТЕОФИЛЕ), par le poète Alexandre Blok, monté et mis en scène par Nicolas Evreïnoff  au Théâtre Antique de Saint-Pétersbourg en 1907. Le décor et les costumes ont été réalisés par le peintre  Ivan Bilibine
| Trois dessins d'Ivan Bilibine pour Le Miracle de Théophile, réalisés à la gouache et au crayon, conservés au Bakhrushin Museum (en) de Moscou. Description des illustrations: * À gauche: Costume de scène 1. Scapulaire monastique (22,5 x 11,1 cm). * Au centre : Costume de scène 2. Aube de prêtre (22,5 x 14,3 cm). * À droite: Décor. Fond de scène. |  | Trois dessins d'Ivan Bilibine pour Le Miracle de Théophile, réalisés à la gouache et au crayon, conservés au Bakhrushin Museum (en) de Moscou. Description des illustrations: * À gauche: Costume de scène 1. Scapulaire monastique (22,5 x 11,1 cm). * Au centre : Costume de scène 2. Aube de prêtre (22,5 x 14,3 cm). * À droite: Décor. Fond de scène. |  | Trois dessins d'Ivan Bilibine pour Le Miracle de Théophile, réalisés à la gouache et au crayon, conservés au Bakhrushin Museum (en) de Moscou. Description des illustrations: * À gauche: Costume de scène 1. Scapulaire monastique (22,5 x 11,1 cm). * Au centre : Costume de scène 2. Aube de prêtre (22,5 x 14,3 cm). * À droite: Décor. Fond de scène. |
| Trois dessins d'Ivan Bilibine pour Le Miracle de Théophile, réalisés à la gouache et au crayon, conservés au Bakhrushin Museum (en) de Moscou. Description des illustrations: - À gauche: Costume de scène 1. Scapulaire monastique (22,5 x 11,1 cm). - Au centre : Costume de scène 2. Aube de prêtre (22,5 x 14,3 cm). - À droite: Décor. Fond de scène. |  | |  | |